# Miley Cyrus & Her Dead Petz
《Miley Cyrus & Her Dead Petz》는 미국의 싱어송라이터 마일리 사이러스의 다섯 번째 정규 앨범이다. 2015년 8월 30일 사운드클라우드를 통해 독립적으로 기습 발매되었으며, 이후 2017년 4월 10일 RCA 레코드를 통해 디지털 음원 스토어 및 스트리밍 서비스에서 정식 발매되었다. 사이러스는 네 번째 정규 앨범 《Bangerz》(2013)를 발매하기 전에 이 음반을 계획하기 시작했으며, 2014년 작업을 이어가면서 플레밍 립스와 친분을 쌓았다. 사이러스는 이 사이키델릭 록 밴드 외에도 《Bangerz》에서 함께 작업했던 프로듀서 마이크 윌 메이드 잇과 오렌 요엘과 협업했다. 또한, 빅 숀(《Bangerz》 참여), 팬텀그램의 사라 바르텔, 아리엘 핑크가 피처링으로 참여했다.
별다른 사전 홍보 없이, 사이러스는 2015년 MTV 비디오 뮤직 어워드를 진행하는 도중 《Miley Cyrus & Her Dead Petz》가 독립적으로 발매되었으며 온라인에서 무료로 스트리밍할 수 있음을 발표했다. 비평가들의 평가는 엇갈렸으며, 일부는 사이러스의 야심과 실험적인 접근을 높이 평가한 반면, 일부는 음반의 프로덕션과 전체적인 완성도가 부족하다고 지적했다. 사이러스는 〈Dooo It!〉, 〈Lighter〉, 〈BB Talk〉의 뮤직비디오를 통해 음반을 홍보했으며, 《새터데이 나이트 라이브》 진행 당시 〈Karen Don't Be Sad〉와 〈Twinkle Song〉을 공연했다. 또한, 2015년 11월부터 12월까지 다섯 번째이자 단기 콘서트 투어인 Milky Milky Milk Tour를 진행했다.

## 곡 목록
| #            | 제목                                                              | 재생 시간 |
| ------------ | ----------------------------------------------------------------- | --------- |
| 1.           | 〈Dooo It!〉                                                      | 3:38      |
| 2.           | 〈Karen Don't Be Sad〉                                            | 4:52      |
| 3.           | 〈The Floyd Song (Sunrise)〉                                      | 5:16      |
| 4.           | 〈Something About Space Dude〉                                    | 3:28      |
| 5.           | 〈Space Bootz〉                                                   | 4:39      |
| 6.           | 〈Fuckin Fucked Up〉                                              | 0:50      |
| 7.           | 〈BB Talk〉                                                       | 4:32      |
| 8.           | 〈Fweaky〉                                                        | 3:47      |
| 9.           | 〈Bang Me Box〉                                                   | 3:41      |
| 10.          | 〈Milky Milky Milk〉                                              | 4:47      |
| 11.          | 〈Slab of Butter (Scorpion) (feat. Sarah Barthel of Phantogram)〉 | 5:01      |
| 12.          | 〈I'm So Drunk〉                                                  | 0:46      |
| 13.          | 〈I Forgive Yiew〉                                                | 3:14      |
| 14.          | 〈I Get So Scared〉                                               | 3:53      |
| 15.          | 〈Lighter〉                                                       | 5:19      |
| 16.          | 〈Tangerine (feat. 빅 숀)〉                                       | 5:05      |
| 17.          | 〈Tiger Dreams (feat. 아리엘 핑크)〉                              | 5:52      |
| 18.          | 〈Evil Is But a Shadow〉                                          | 4:35      |
| 19.          | 〈Cyrus Skies〉                                                   | 5:33      |
| 20.          | 〈1 Sun〉                                                         | 3:59      |
| 21.          | 〈Miley Tibetan Bowlzzz〉                                         | 2:09      |
| 22.          | 〈Pablow the Blowfish〉                                           | 3:30      |
| 23.          | 〈Twinkle Song〉                                                  | 3:43      |
| 총 재생 시간 | 총 재생 시간                                                      | 92:06     |